# Arnoul III de Boulogne
Pour les articles homonymes, voir Arnoul III et Arnoul.
Arnoul III de Boulogne, mort en 990, fut comte de Boulogne de 971 à 990. Il était fils d'Arnoul II, comte de Boulogne.
Il succède à son père en 971. On ne sait peu de chose sur son règne, à tel point qu'il a été confondu avec son père homonyme. Il serait le comte de Boulogne qui en 972 souscrit la charte accordée par le comte de Flandre Arnoul II de Flandre dit Arnoul le Jeune à l'abbaye Saint-Pierre de Gand. Il meurt en 990, et ses possessions sont partagées entre ses trois fils :
- Baudouin († 1033) reçoit le Boulonnais ;
- Arnoul IV († v. 1019) reçoit le Ternois ;
- un autre fils reçoit la Thérouanne.

## Source
- Alain Lottin, Histoire de Boulogne-sur-Mer [détail des éditions].
- Andrew Bridgeford (trad. Béatrice Vierne), 1066, l’histoire secrète de la tapisserie de Bayeux, Éditiond du Rocher, coll. « Anatolia », 2004 (réimpr. 2005) [détail des éditions] (ISBN 2-268-05528-0), p. 386.
- André Du Chesne, Histoire généalogique des maisons de Guines, d'Ardres, de Gand et de Coucy et de quelques autres familles illustres, Paris, 1632, lire en ligne.